# Timpul dezarticulat
Timpul dezarticulat (1959) (titlu original Time Out of Joint) este un roman de Philip K. Dick, publicat prima dată în volum în Statele Unite în 1959. O versiune prescurtată a fost serializată în revista britanică de science fiction New Worlds Science Fiction între decembrie 1959 și februarie 1960, sub titlul Biography in Time.
Romanul cuprinde multe dintre temele preferate ale lui Dick, cu preocuparea sa pentru natura realității și pentru oamenii obișnuiți care își trăiesc viața de zi cu zi, în timp ce universul li se deslușește. Titlu face referire la cuvintele spuse de Hamlet lui Horatio după ce a fost vizitat de fantoma tatălui său și a aflat că unchiul său, Claudius, l-a omorât pe acesta. Pe scurt, un eveniment supranatural șocant care modifică fundamental percepția lui Hamlet asupra situației și a universului ("The time is out of joint; O cursed spite!/That ever I was born to set it right!" [I.V.211-2]), la fel cum o fac unele dintre evenimentele romanului.

## Intriga
La începutul romanului, protagonistul Ragle Gumm crede că trăiește în anul 1959 într-o suburbie americană liniștită. Profesia sa neobișnuită constă în a câștiga în mod repetat premiul de bani al concursului "Unde-l găsim mâine pe omulețul verde?",  organizat de un ziar local. Anul 1959 al lui Gumm diferă de al nostru: mașina Tucker este în producție, iar Coliba unchiului Tom a fost scrisă de curând. De la începutul poveștii, lui Gumm i se petrec lucruri stranii. Un chioșc de răcoritoare dispare, fiind înlocuit cu o mică bucată de hârtie pe care scrie "Chioșc de răcoritoare". Bucăți din anul nostru 1959 încep să apară: un articol despre Marilyn Monroe (care nu exista în acea lume) și radiourile (care fuseseră abandonate în zorii televiziunii). Numele lui Gumm este menționat de oameni care, aparent, nu au nicio legătură cu el, incluzând aici piloții avioanelor militare. Puține dintre celelalte personaje observă aceste lucruri sau experimentează anomalii similare. Singura excepție o constituie presupusul cumnat al lui Gumm, Victor "Vic" Nielson, căruia i se destăinuie. O vecină, Dna. Keitelbein, îl invită la un curs de apărare civilă unde vede macheta unei fabrici militare ciudate, despre care are sentimentul ciudat că a vizitat-o cândva.
Confuzia lui Gumm crește treptat. Observând asta, vecinul său, Bill Black, începe să își facă griji: "Dacă Ragle se face bine?" În realitate, Gumm chiar se face bine, iar înșelăciunea din jurul său (creată pentru a-l proteja și exploata) începe să se dezvăluie.
Gumm încearcă să părăsească orașul, dar este deturnat într-un stil demn de romanele lui Kafka. Pe coperta unei reviste, el se vede pe sine în uniformă militară la fabrica care apărea în machetă. A doua lui tentativă de fugă, de data asta alături de Vic, reușește. Astfel, află că orașul său idilic este o realitate artificială, construită pentru a-l proteja de viitorul sumbru în care trăiește (circa 1988), în care coloniștii de pe Lună luptă pentru independență. Gumm posedă abilitatea unică de a prevedea unde vor ținti focoasele nucleare ale coloniștilor. Gumm a făcut munca aceasta înainte, dar apoi a trecut de partea coloniștilor și a planificat să emigreze în secret pe Lună. Fiind prins, i s-a șters memoria și i s-a creat orașul fals pentru a continua cu predicțiile legate de focoase, sub forma concursului din ziar, fără a-și pune problema că se află de partea greșită a baricadei. 
Când Gumm află adevărata sa poveste, decide să plece pe Lună, deoarece stă în firea omului să tânjească după explorare și aventură. Vic se opune acestui crez și se întoarce în oraș. Cartea se încheie cu o speranță de pace, deoarece coloniștii sunt mai dornici să negocieze decât și-a informat cetățenii guvernul pământean.

## Traduceri în limba română
- 1994 - Timpul dezarticulat, Ed. Nemira, Colecția "Nautilus", nr. 32, traducere Mihail Moroiu, 208 pag., ISBN 973-569-012-8
- 2006 - Timpul dezarticulat, Ed. Nemira, Colecția "Nautilus", 272 pag., ISBN 978-973-569-808-9
- 2012 - Timpul dezarticulat (cartonată), Ed. Nemira, Colecția "Nautilus", 264 pag., ISBN 978-606-579-315-6

## Critici
- DiTommaso, Lorenzo, "A logos or Two Concerning the logoz of Umberto Rossi and Philip K. Dick's Time Out of Joint", Extrapolation, 39:4, 1998, pp. 285-98.
- Potin, Yves, "Four Levels of Reality in Philip K. Dick's Time Out of Joint" Arhivat în 2 iulie 2009, la Wayback Machine., Extrapolation 39:2, 1998, pp. 148-165.
- Rossi, Umberto, "Just a Bunch of Words: The Image of the Secluded Family and the Problem of logos in P.K. Dick's Time out of Joint", Extrapolation, Vol. 37 No. 3, Fall 1996.
- Rossi, Umberto, “The Harmless Yank Hobby: Maps, Games, Missiles and Sundry Paranoias in Time Out of Joint and Gravity’s Rainbow”, Pynchon Notes #52-53, Spring-Fall 2003, pp. 106-123